# Maserati A6G 2000
La Maserati A6 G 2000 est une automobile de très grand luxe fabriquée par la compagnie Maserati. Elle fut mise au point par les frères Alfieri (fondateur de Maserati).

## Description
D'une cylindrée de 1 985 cm3 pour une puissance de 150 à 197ch à 6000 et 7000 tr/min, le bloc moteur (6 cylindres en ligne) dispose d'un alésage x course de 76.5 x 72 mm et la culasse est à double arbre à cames en tête et 2 bougies par cylindre.
Châssis tubulaire et carrosserie en aluminium, l'empattement est de 2 250 mm, le poids varie, selon les versions, de 740 à 910 kg et la vitesse maximale de 180 à 235 km/h, d'après les données du constructeur.
Son prix de vente est de 4,5 millions de lires.